# Hedjungfrulin
Hedjungfrulin (Polygala serpyllifolia) är en jungfrulinsväxtart som beskrevs av J. A. C. Hose. Hedjungfrulin ingår i släktet jungfrulinssläktet, och familjen jungfrulinsväxter. Inga underarter finns listade i Catalogue of Life.

## Bildgalleri

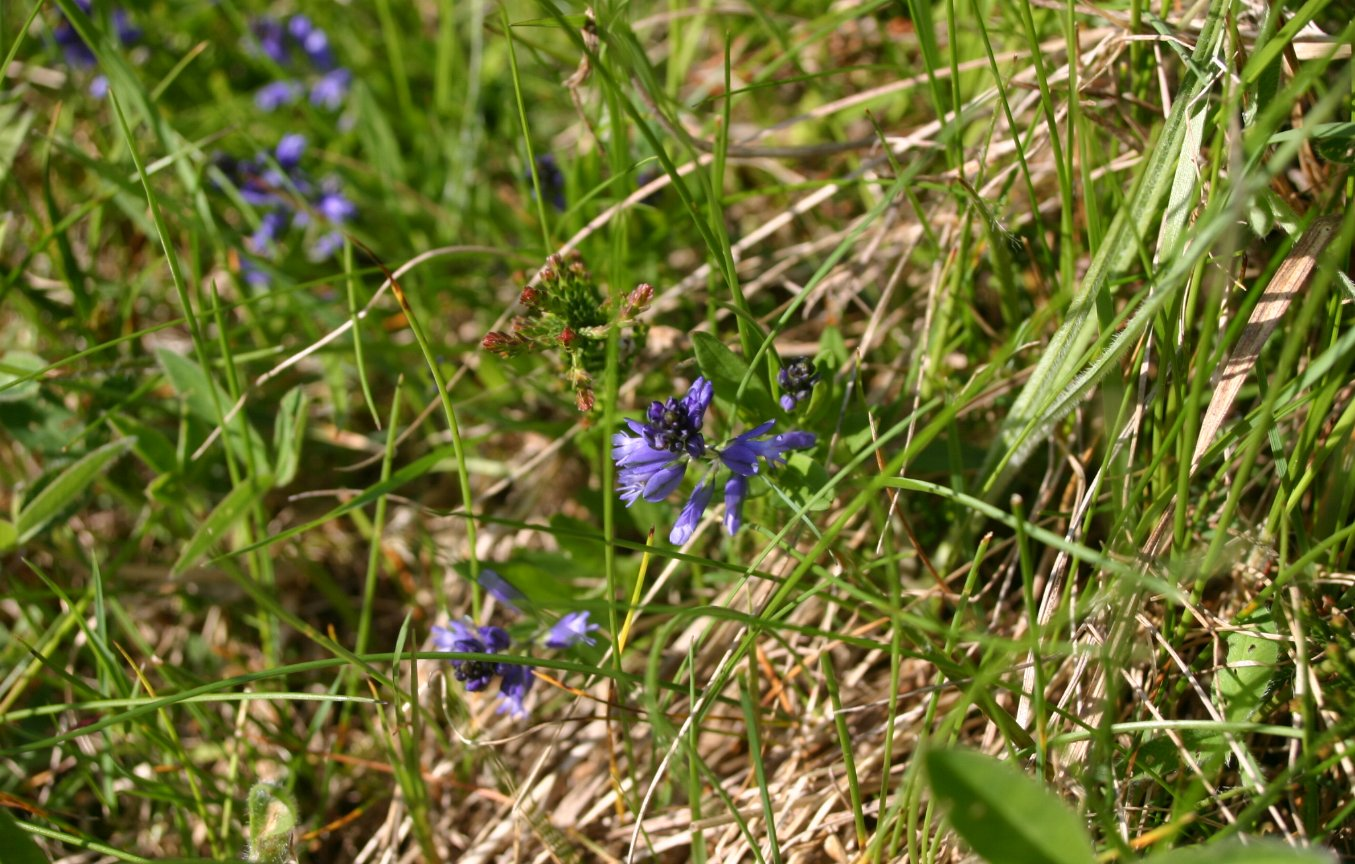
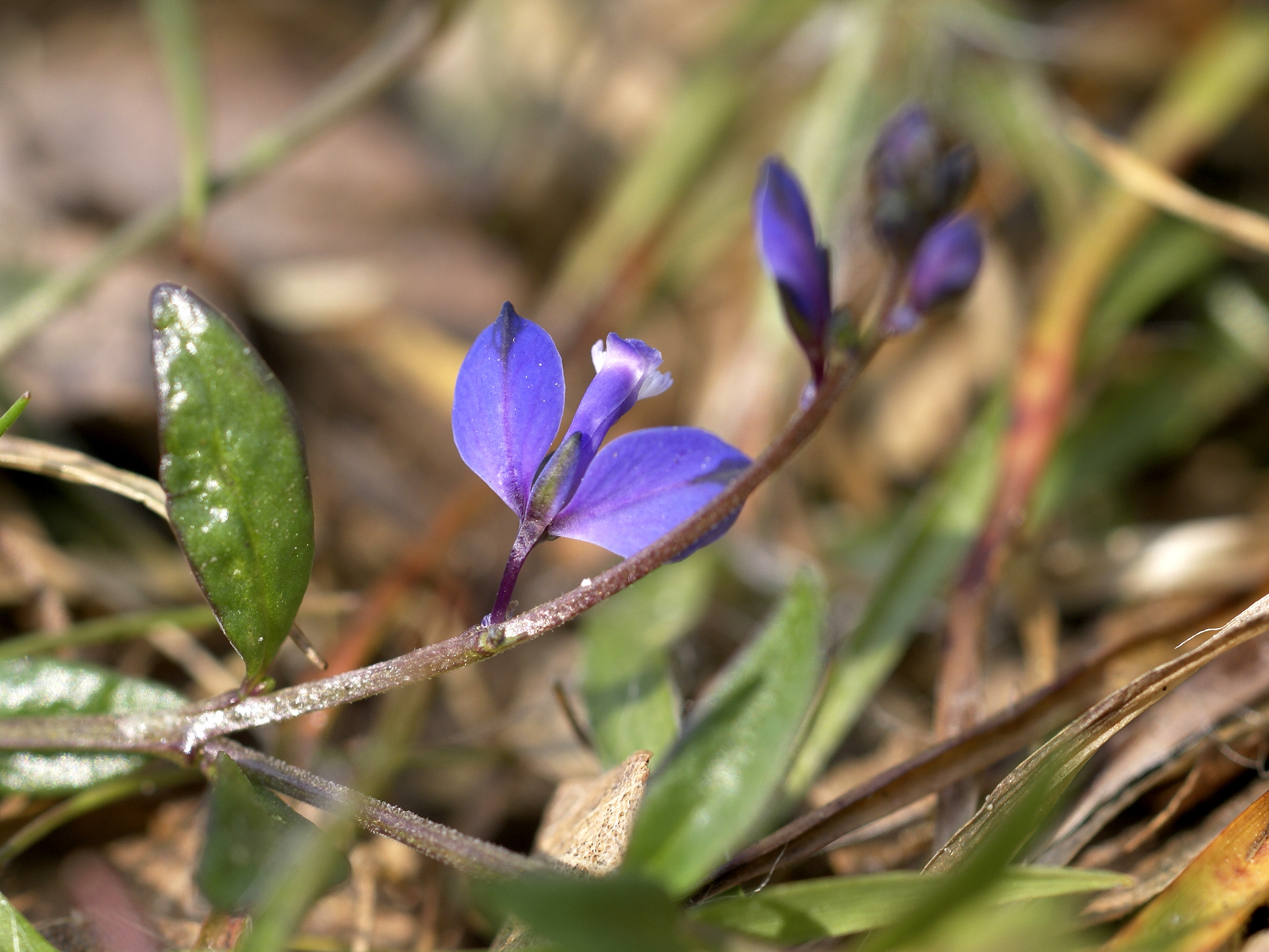
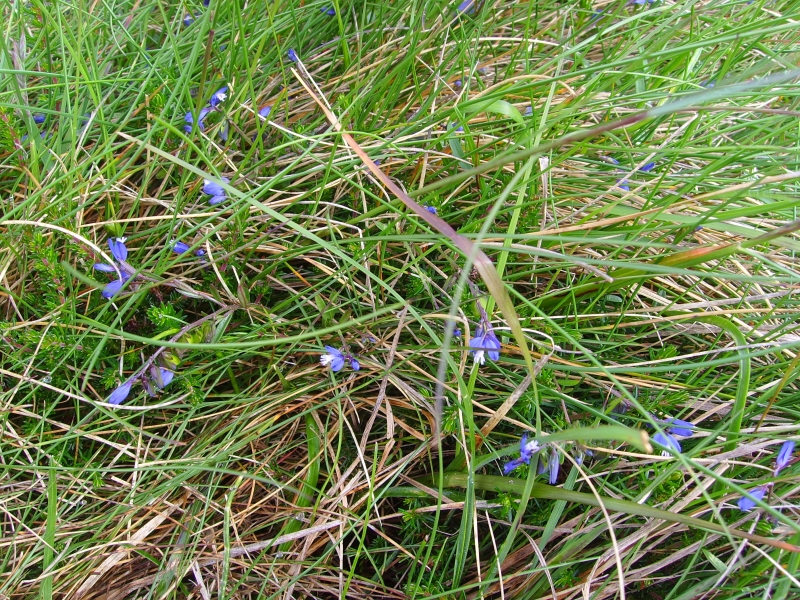
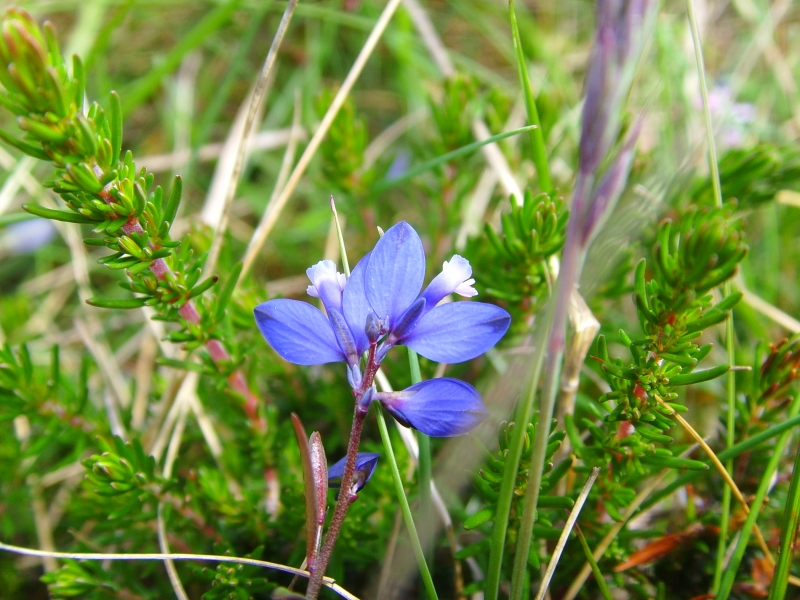